# Filip Peeters
Pour les articles homonymes, voir Peeters.
Filip Peeters (aussi Philip), né à Anderlecht le 2 décembre 1962, est un acteur et réalisateur belge.

## Biographie
Peeters a étudié à l'Institut Herman Teirlinck. Il vit à Boechout avec sa femme, l'actrice flamande An Miller avec qui il a deux filles.

## Filmographie partielle

### Comme acteur
- 1989 : Blueberry Hill de Robbe De Hert
- 1995 : Antonia et ses filles de Marleen Gorris
- 1998 : Le Bal masqué de Julien Vrebos
- 2000 : Team Spirit de Jan Verheyen
- 2001 : Lisa de Pierre Grimblat
- 2003 : Résistance de Todd Komarnicki
- 2004 : La Mémoire du tueur d'Erik Van Looy
- 2008 : 9mm de Taylan Barman
- 2008 : Loft de Erik Van Looy
- 2009 : Dossier K. de Jan Verheyen
- 2009 : Sœur Sourire de Stijn Coninx
- 2012 : Brasserie romantique de Joël Vanhoebrouck
- 2012 : Salamandre (série télévisée) de Ward Hulselmans : Paul Gerardi
- 2013 : Smoorverliefd (Madly in Love) : Theo Cremer
- 2014 : Bowling Balls : Max
- 2015 : Michiel de Ruyter (Armada)
- 2015 : Les Chevaliers blancs de Joachim Lafosse : lieutenant Reykart / Beaujeux
- 2019 : Spider in the Web d'Eran Riklis : Jan Martens

### Comme réalisateur
- 2015 : Wat mannen willen